# Hoplitis brachyodonta
Hoplitis brachyodonta är en biart som först beskrevs av Cockerell 1933.  Hoplitis brachyodonta ingår i släktet gnagbin, och familjen buksamlarbin. Inga underarter finns listade i Catalogue of Life.